# Klass (film)
Klass è un film del 2007 diretto da Ilmar Raag.

## Trama
Il timido Joosep è costantemente vittima dei bulli della sua classe, capitanati da Anders. Solamente Kaspar si dimostra dalla parte del ragazzo e ciò provoca l'ira di Anders, il quale gli rivolge contro tutti i compagni di classe. Kaspar è così costretto a troncare l'amicizia con Joosep.
Dopo l'ennesimo sopruso, Joosep e Kaspar si muniscono di armi e vanno a scuola per uccidere Anders e gli altri compagni di classe. Dopo aver fatto una strage i due decidono di suicidarsi, ma in realtà è solo Joosep a spararsi. Il film si conclude con un'immagine su Kaspar.